# Шанхайское гетто
Шанха́йское ге́тто — область в районе Хункоу в оккупированном Японией Шанхае, где были размещены приблизительно 20—25 тысяч еврейских беженцев из нацистской Германии, Австрии, Чехословакии, Венгрии, Румынии, Польши и Литвы до и во время Второй мировой войны. Официально назывался «Отведённый район для беженцев, не имевших гражданства» (яп. 無國籍難民限定地區).

## Предыстория
В конце 1920-х годов большинство германских евреев были лояльны государству, интегрированы в общество и относительно богаты. Они служили в армии и вносили вклад во все сферы деятельности: науку, бизнес и культуру.
После прихода нацистов к власти в 1933 году началось преследование евреев, что побудило около 304 500 германских евреев из общего числа 600 тысяч выбрать эмиграцию в 1933—1939 годах. Об этом времени президент Всемирной сионистской организации Хаим Вейцман писал: «Мир казался разделившимся на две части — места, где евреи жить не могли и те, в которые они не могли въехать».
Горькую правду этих слов продемонстрировала Эвианская конференция, на которой представители 32 стран, собравшиеся для решения вопроса о квотах для въезда еврейских беженцев из Германии, единодушно в этих квотах отказали.

## Эмиграция европейских евреев
Тем временем Германия захватила Австрию, и к сотням тысяч потенциальных беженцев из Германии добавилось 150 тысяч австрийских евреев. Откомандированному в Вену обер-штурмфюреру отдела по делам евреев берлинского гестапо Адольфу Эйхману поставили задачу «максимально ускорить процесс оформления выездных документов, вытянув у отъезжающих как можно больше денег».
«Мужчин уже начали забирать в концентрационные лагеря, давая от двух недель до месяца на выезд, если они найдут страну, готовую их принять, — вспоминала Дана Янкловиц-Манн. — Жены и дети старались получить для своих мужей и отцов паспорта, визы, хоть что-то, дабы помочь им выйти. Но посольства закрыли свои двери; все страны, включая США, закрыли свои границы. И тогда в Вене пошел слух, что есть страна, куда можно въехать без визы, свободно. Он начал распространяться, как пожар».
Речь шла о Шанхае, где на основании Нанкинского договора для европейцев существовала возможность приехать и поселиться без получения визы. Нужно было только купить билет на пароход, отбывающий из Европы. В 1939 году билеты на эти пароходы были раскуплены на 6-7 месяцев вперёд.

### Порт назначения Шанхай
После Второго Шанхайского сражения 1937 года город был оккупирован японскими войсками. В порт пускали людей без визы и паспорта. К тому времени, когда сюда прибыло большинство германских евреев, здесь уже сформировалось две еврейские общины: богатые багдадские евреи в количестве около 1000 человек, включая семьи Кадури и Сассун, и российские евреи, выехавшие из Российской империи из-за антисемитских погромов в царское время и по классовым причинам, когда к власти пришли большевики. Последние сформировали русскую общину как в Харбине, так и в Шанхае.
С началом Второй мировой войны к потоку беженцев прибавились евреи из Польши и Литвы. Голландский бизнесмен, представитель компании Philips и по совместительству консул Нидерландов в Литве с 1939 года Ян Звартендейк начал выдавать евреям свидетельства для въезда в голландскую колонию Кюрасао на нидерландских Антильских островах в Карибском море.
Советские дипломаты согласились пропускать людей с такими псевдовизами через СССР, но только при условии, что они получат и японскую транзитную визу, так как на Дальнем Востоке они могли выехать из СССР только через Японию. Японские транзитные визы выдавал в Литве консул Тиунэ Сугихара. По данным польских историков, таким образом в Китай с августа 1940 года по июнь 1941-го прибыло 2185 человек, литовцы считают, что японский консул выдал около 6000 виз. Посол Польши в Токио Тадеуш Ромер старался обеспечить своим соотечественникам транзитные визы в Японию, визы для беженцев в Канаду, Австралию, Новую Зеландию, Бирму, иммиграционные сертификаты в Палестину, иммиграционные визы в США и ряд стран Латинской Америки. В конце концов, 1 ноября 1941 года и он сам прибыл в Шанхай.

### Прибытие евреев-ашкеназов
Беженцы, которым удалось купить билеты на комфортабельные итальянские и японские пароходы из Генуи, позже описывали свое трехнедельное путешествие в обстановке роскоши, изобилия блюд и развлечений — от угрозы убийства в Германии к стесненным условиям гетто в Шанхае — как сюрреалистическое. Некоторые из пассажиров пытались вне расписания высадиться в Египте, надеясь просочиться оттуда в подмандатную Великобритании Палестину.
Первые германские беженцы, 26 семей, среди которых было 5 известных врачей, прибыли в Шанхай в ноябре 1933 года. К весне 1934 в городе было 80 терапевтов, хирургов и стоматологов. 15 августа 1938 года в порт на итальянском корабле прибыли первые беженцы из захваченной нацистами Австрии.
Большинство беженцев приехали после «Хрустальной ночи».
В 1939—1940 годах Lloyd Triestino обеспечил подобие паромного сообщения между Италией и Шанхаем, перевозя тысячи пассажиров.
Однако этого было недостаточно. Для реальной массовой эмиграции требовались специально зафрахтованные пароходы, способные взять на борт 1000—1500 пассажиров одновременно. Эти возможности прорабатывались в ведомстве Эйхмана, однако так и не были реализованы по двум причинам. Иностранные суда невозможно было зафрахтовать за немецкие марки, а для германских судов требовалось топливо, которое покупалось за валюту, в которой Германия остро нуждалась для собственной промышленности. Единственной надеждой для евреев было получение валютных субсидий из-за рубежа, однако их было крайне мало.
Интересно, что еврейские организации предостерегали от эмиграции в Шанхай: лидер Reichsvertretung der Juden in Deutschland Юлиус Зелигсон заявил, что «лучше с честью умереть в Европе, чем погибнуть в Шанхае». Американский Джойнт предупреждал, что власть японцев в Шанхае может быть хуже, чем власть немцев в Европе. Даже после аншлюса Австрии британский МИД отмечал, что еврейские организации в Лондоне и Париже предостерегают от расширения потока беженцев в Шанхай. При этом и в самом Шанхае евреи не спешили распахнуть объятья собратьям: Михель Спилман, занимавший должность почетного казначея недавно созданного Комитета содействия европейским еврейским беженцам в Шанхае (CAEJR), написал властям Шанхайского муниципального совета и руководству Французской концессии об «опасности неограниченного притока беженцев». Таким образом он указывал на то, что средства комитета все еще требуются для помощи членам общины, пострадавшим во время японо-китайской войны. Одновременно он обратился к еврейским организациям в Европе и США с просьбой задержать поток беженцев, что они и стали делать. Британское посольство в Германии конфиденциально написало генеральному консулу в Шанхае Герберту Филипсу: «…кажется, что большой приток еврейских беженцев будет иметь самые огорчительные результаты, и мы, конечно же, не хотим проблемы антисемитизма в добавление к нашим проблемам в Шанхае». Министерство иностранных дел опасалось, что антисемитские выступления, нараставшие по мере роста числа беженцев, могут быть «использованы для того, чтобы поколебать положение британских властей».
4 августа 1939 года посол Японии в Берлине Осима заявил правительству Германии требование прекратить отправку германских евреев в Шанхай и другие области, контролируемые японскими войсками. 10 августа аналогичное требование просьбы получил консул в Италии, с предложением «предпринять все шаги, чтобы предотвратить приезд еврейских беженцев в Шанхай».
Последние корабли, которым было разрешено принять на борт еврейских беженцев, были «Hakusan maru» (NYK’s, отправлением 14 августа), «Conte Biancamano» (Lloyd Triestino’s, 16 августа), «Potsdam» (Norddeutscher Lloyd) и «Athos 2» (Messageries Maritimes’), оба отправлением 18 августа.
Морские перевозчики терпели убытки, и в дело вмешались дипломаты, включая французского вице-консула в Шанхае. После долгих торгов пришли к решению, что беженцам будут разрешать въезд при наличии 400 долларов на взрослого и 100 долларов на ребёнка, при наличии разрешения от Французской концессии или Специального муниципалитета Шанхая. Однако с началом войны германские евреи стали французам врагами, и въезд им был тотально запрещён. Тем, кто уже обосновался в концессии, была запрещена любая хозяйственная деятельность. 27 октября 1939 года в местной шанхайской газете было опубликовано «Временное соглашение», согласно которому персона имела право высадиться в Шанхае, если он или она обладает необходимыми средствами, рабочим контрактом или вступает в брак. Поскольку число «финансово обеспеченных» европейских близких родственников у беженцев, живущих в японской зоне, было очень мало, то такое разрешение представляло собой ничто иное, как «гуманитарный
жест». Французские концессионные власти в конце января 1940 года ослабили полный запрет на въезд немецких евреев, однако полностью прекратили выдачу разрешений в мае.
Однако до мая 1940 года беженцы все-таки продолжали приезжать в Шанхай, хотя в гораздо меньшем количестве. Но и этот поток Специальный муниципалитет Шанхая постарался остановить, потребовав от беженцев авансом делать вклады в Hongkong and Shanghai Banking Corporation. Когда в войну вступила Италия, единственной возможностью уплыть в Шанхай остался Марсель (пароходы из Германии прекратили курсировать с началом войны). До июля 1941 года работал канал эвакуации беженцев через СССР, по железной дороге до Владивостока и далее через Японию.
Общее число иммигрантов-ашкеназов в Шанхай между ноябрем 1938 года и июнем 1941 года, по суше и по морю, составило около 18 тысяч человек, в том числе:
- 1374 человек в 1938 году;
- 12 089 в 1939 году;
- 1988 в 1940 году;
- 4000 в 1941 году.

### Позиция еврейского сообщества
Лидирующие позиции в Шанхае занимали Багдадская община и предприниматели, ассоциировавшие себя с британскими интересами, считают исследователи Яд ва-Шем Абрам Альтман и Ирена Эбер. Дальние германские родственники представляли для них специфическую угрозу. Обязанные метрополией заботиться об их выживании, они с трудом могли служить двум хозяевам — Британии и японцам, которые находились в конфликте. Для британцев, которые впервые за сто лет колониального владычества столкнулись с политической и экономической угрозой со стороны японских интервентов, прибытие большого числа беженцев создавало новые проблемы. Это не только нарушило демографическое равновесие, но и создало угрозу бедности в городе, который и так был бедным, где процветали торговля наркотиками, проституция, бандитизм.
Трудно понять позицию еврейских организаций Европы, которые не только не поддержали стремление нацистов вывезти евреев из Германии и Австрии, но и чинили препятствия переезду даже тогда, когда со стороны властей Шанхая их еще не было. Количество людей, которые нашли убежище в Шанхае, могло быть в два-три раза больше. Еврейские лидеры не сделали ничего, чтобы предложить беженцам альтернативы шанхайскому маршруту.
Между 1938 годом и сентябрем 1939 года 257 788 евреев Германии, Австрии и Чехословакии покинули родину. Из них 40 147 достигли Палестины, причём 17 240 нелегально. И примерно в тот же отрезок времени половина этого количества прибыла в Шанхай, легально и с комфортом. Когда спасение жизней было превалирующим приоритетом, шанхайский маршрут, по большому счету, был проигнорирован. Безусловно, еврейское руководство — в том числе сионистские организации — понимали, что после аншлюса Австрии в марте 1938 года, депортации польских евреев из Германии в октябре, «Хрустальной ночи» жизнь евреев в опасности.
Физическое уничтожение евреев в Европе началось 18 октября 1941 года, когда первые поезда отправились из Берлина на восток.

## Гетто
После нападения японцев на Перл-Харбор богатые багдадские евреи (многие из которых были подданными Великобритании) были интернированы, деятельность американских благотворительных фондов свернута. Безработица усилилась, инфляция росла. Представительница «Джойнта» Лаура Марголис прибыла в Шанхай, чтобы стабилизировать ситуацию, обратившись за помощью к российским евреям, на которых ограничения не распространялись.
В ходе войны нацисты настаивали, чтобы японцы усиливали давление на евреев в Шанхае, считая, что «окончательное решение еврейского вопроса» относится и к ним.
15 ноября 1942 года японское военное командование под давлением Германии приняло решение о создании еврейского гетто. 18 февраля 1943 года японские власти объявили, что прибывшие в Шанхай после 1937 года иностранцы будут жить в «отведённом районе для беженцев, не имеющих гражданства» и они обязаны переселиться туда до 15 мая.
Беженцам был отведён самый бедный и перенаселённый район города. Местные еврейские семьи и американские еврейские благотворительные организации помогли им с жильём, пищей и одеждой. Японские власти постепенно усиливали ограничения для беженцев, однако гетто не было обнесено стеной и проживавшие там китайцы не выселялись.
В 1944 году начались авиарейды американцев на Шанхай. В Хункоу бомбоубежищ не было, так как в этой местности грунтовые воды стоят высоко. Самый разрушительный рейд состоялся 17 июля 1945 года, его целью впервые был именно Хункоу. Во время этой бомбардировки погибли 38 беженцев и сотни китайцев.
Гетто было освобождено 3 сентября 1945 года, после капитуляции Японии в Японо-Китайской войне.
С созданием государства Израиль и падением правительства Чан Кайши большинство обитателей Шанхайского гетто покинуло его (многие уехали в США и Австралию). Осталось около 100 человек.
После установления дипломатических отношений между Израилем и Китаем в 1992 году контакты между народами развивались по разным направлениям. В 2007 году 26 израильских компаний сделали пожертвование в 660 000 юаней на проекты еврейской общины в Хункоу в знак признательности за убежище, предоставленное беженцам. В районе установлен монумент в память о беженцах.
В 2002 году о гетто был снят одноимённый документальный фильм. Также на эту тему в 2010 году был снят китайский анимационный фильм «Еврейская девочка в Шанхае».

## Некоторые известные личности, проживавшие в шанхайском гетто
- Аарон Авшаломов — композитор
- Михаэль Блюменталь — директор Еврейского музея в Берлине, будущий министр финансов США[19]
- Ильзе Куссель — ставшая в будущем известной буддисткой-учительницей
- Чарльз Блисс — инженер-химик, изобретатель языка символов
- Эдуард Гласс — австрийский шахматист
- Питер Макс — американский художник поп-арта, иллюстратор и график